# Kobylnice (Mladá Boleslav-i járás)
Kobylnice település Csehországban, a Mladá Boleslav-i járásban. Kobylnice Ledce, Lhotky, Žerčice és Ujkovice településekkel határos. Lakosainak száma 166 fő (2024. január 1.).

## Népesség
A település lakosságának változását az alábbi diagram mutatja:
| Lakosok száma | 165  | 151  | 150  | 94   | 59   | 68   | 161  | 156  | 154  | 166  |
|               | 1869 | 1890 | 1921 | 1950 | 1980 | 2001 | 2017 | 2019 | 2022 | 2024 |